# زوئه مقدونی
زوئه(به یونانی: Ζωή, Zōē) (به انگلیسی: Zoe) (به معنای زندگی) (زادهٔ حدود ۹۷۸ در کنستانتینوپول، درگذشتهٔ ۱۰۵۰ در کنستانتینوپول) امپراتریس و فرمانروای بیزانس به‌طور مشترک با خواهرش و همسرانش و پسر خوانداش میخائیل پنجم و تئودورای مقدونی و رومانوس سوم ، میخائیل چهارم و کنستانتین نهم در ۱۰۲۸ تا ۱۰۵۰ بود. او در عین‌حال به‌واسطهٔ ازدواجش با چندین امپراتور نیز از ۱۰۲۸ تا هنگام مرگش در ۱۰۵۰ عنوان امپراتریس روم شرقی را داشت.

## زندگینامه

### سال‌های نخستین
زوئه دومین دختر کنستانتین هشتم، امپراتور وقت بیزانس بود و کنستانتین از آنجایی که فرزند پسری نداشت تا جانشینش شود، پیش از مرگش رومانوس آرگیروس را که با خانوادهٔ امپراتوری در ارتباط بود را خواست و به او گفت تا از همسرش جدا شده و با ازدواج با یکی از دخترانش، پس از مرگ کنستانتین قدرت را به‌عنوان امپراتور در دست گیرد. رومانوس در ابتدا از پذیرش این امر خودداری کرد اما پس از مواجه با تهدید کنستانتین به کور کردن چشمانش آن را پذیرفت، سر همسرش را تراشید و او را به یک صومعه فرستاد. کنستانتین نخست می‌خواست دختر کوچکش تئودورا را به همسری رومانوس ۶۰ ساله درآورد که با مخالفت تئودورا روبرو شد. پس از آنجا که کنستانتین دختر بزرگترش را نیز پیشتر به‌عنوان راهبه به صومعه‌ای فرستاده بود دومین دخترش زوئه را که در آن زمان ۴۸ سال داشت برای ازدواج با رومانوس انتخاب کرد.

### ازدواج با رومانوس سوم و فرمانروایی مشترک
زوئه و رومانوس در ۱۹ نوامبر ۱۰۲۸ بایکدیگر ازدواج کردند و تاجگذاری رومانوس نیز در همان روز انجام شد. دو روز بعد کنستانتین هشتم در ۲۱ نوامبر درگذشت و رومانوس با عنوان رومانوس سوم جانشین او شد. زوئه نیز عنوان امپراتریس بیزانس را دریافت کرد و در سلطنت با همسرش شریک قدرت امپراتوری او شد وی در این دوره سمت نیابت سلطنت را بر عهده داشت و بیش از نیمی از امور حکومت را خود به تنهایی اداره می کرد و امپراتور بدون مشورت با زوئه هیچ کاری را انجام نمی داد و در دادگاه امپراتوری بیزانس حکم قاضی را داشت. با این حال زوئه نسبت به خواهرش تئودورا که شخصیتی قویتر و تواناتر از او داشت حسادت می‌ورزید به ویژه که پدرشان نیز نخست حاضر شده بود قلمرو امپراتوری بیزانس را به او ببخشد. از سوی دیگر رومانوس نیز از تئودورا بدش می‌آمد زیرا که حاضر نشده بود با او ازدواج کند و علاوه بر آن، از توانایی‌هایی تئودورا در امر سیاست نیز وحشت داشت و به‌همین سبب جاسوسی را به مراقبت از او گمارده بود. سرانجام تئودورا به دسیسه‌چینی علیه امپراتور و امپراتریس متهم و به صومعه‌ای تبعید گردید. با این حال رومانوس توجه چندانی هم به زوئه نداشت و همین موضوع سبب شد تا زوئه که اینک ۵۵ سال داشت شیفتهٔ پیشکار جوان خود، میخائیل پافلاگونیایی شود.

### ازدواج با میخائیل چهارم فرمانروایی مشترک
رومانوس سوم در ۱۱ آوریل ۱۰۳۴ به هنگام استحمام ناگهان درگذشت و عصر همان روز زوئه با میخائیل ازدواج کرد. میخائیل سپس در فردای همان روز با عنوان میخائیل چهارم همراه با زوئه برتخت امپراتوری بیزانس نشست و چنین شایع شد که زوئه با همدستی میخائیل، رومانوس را به قتل رسانده‌اند زوئه همواره مقام نیابت را در سلطنت این شوهرش هم حفظ کرد و همراه او به طور مستقل و مشترک حکومت می کرد. ولی این ازدواج فرزندی نداشت  از آنجا که آن دو فرزندی نداشتند، ژان خواجه، برادر صاحب‌نفوذ میخائیل آن‌ها را ترغیب نمود تا خواهرزادهٔ میخائیل را به‌عنوان وارث تاج و تخت به فرزندخواندگی خود پذیرفته و او را به مقام سزاری برسانند.
میخائیل چهارم دچار بیماری بود و پس از لشکرکشی علیه بلغارها بیماریش تشدید شد. او در ۱۰ دسامبر ۱۰۴۱ درگذشت و پس از مرگ او تا هنگام تاج‌گذاری جانشینش میخائیل پنجم، برای مدتی زوئه به تنهایی زمام امور را در دست گرفت.

### فرمانروایی مشترک و تبعید زوئه و شورش علیه میخائیل پنجم و بازگشت مجدد زوئه به قدرت
میخائیل پنجم چند ماه پس از نشستنش بر تخت امپراتوری بیزانس فرمان داد تا مادرخوانده‌اش زوئه را که همزمان امپراتور مشترک همراه باهاش بود سر تراشیدند و او را به صومعه‌ای در جزیرهٔ پرینکیپو تبعید کرد. با پخش شدن این خبر، اهالی قسطنطنیه که به‌خشم آمده بودند علیه میخائیل سر به شورش برداشته و به کاخ امپراتوری یورش بردند. میخائیل برای آرام ساختن آنان زوئه را بار دیگر به منصبش و امپراتور مشترک بازگرداند و حتی خواهر زوئه یعنی تئودورای مقدونی را با خود به امپراتوری مشترک برگزید با این حال نتوانست خشم مردم را فرونشاند. و امپراتریس تئودورا او را از سلطنت برکنار کرد و او که جانش را در خطر می‌دید به صومعهٔ استودیت گریخت و در آنجا پناه جست. اما این کارش نیز فایده‌ای نداشت و با فرمان تئودورا مقدونی  سرانجام او را دستگیر و پس از کور کردن چشمانش در آوریل ۱۰۴۲ به صومعه‌ای تبعید کردند.

### فرمانروایی مشترک با تئودورا و کنستانتین نهم و به تنهایی زمام امور را دست گرفتن

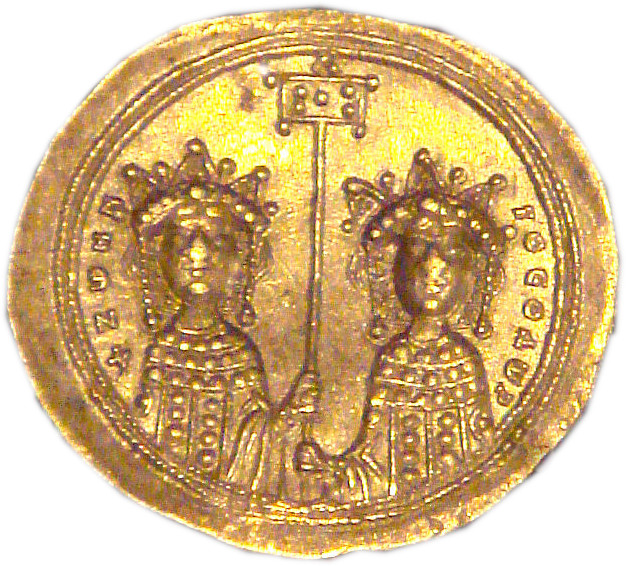
سکه طلای زوئه و تئودورا به عنوان امپراتوران و امپراتریس ها مشترک بیزانس.

پس از برکناری میخائل پنجم از قدرت، زوئه به‌طور مشترک با خواهرش تئودورا که از تبعید بازگشته بود به عنوان فرمانروایان جدید امپراتوری بیزانس توسط رهبران شورش انتخاب شده و در سه‌شنبهٔ ایستر ۱۰۴۲ در ایاصوفیه تاج‌گذاری کردند. با این حال دیری نپایید که بین دو خواهر درگیری پیش آمد و زوئه خواست تا دوباره با استفاده از قدرت امپراتوریش بار دیگر خواهرش را مجبور کند تا به صومعه بازگردد. اما تلاش‌های او بی‌نتیجه بود و سنا و مردم بیزانس اصرار داشتند که آن دو باید به‌طور مشترک حکومت کنند. پس زوئه به‌منظور حفظ موقعیت خود دو ماه بعد با کنستانتین مونوماخوس که از خانواده‌ای خوشنام بود ازدواج کرد. کنستانتین سپس در همان سال با باعنوان امپراتور کنستانتین نهم تاجگذاری نمود و چرا که تئودورای مقدونی از این کار زوئه ناراضی بود امور را به خواهرش داد و چرا امپراتور جدید هم علاقه چندانی به حکومت کردن نداشت امور را به زوئه سپرد و به همین خاطر امپراتریس زوئه تا هنگام مرگ زمام امور را به تنهایی در دست داشت .

### مرگ
زوئه در ۱۰۵۰ و کنستانتین در ۱۰۵۵ درگذشتند و پس از آن دو تئودورا به‌طور مستقل قدرت را در دست گرفت.

## شخصیت و زیبایی

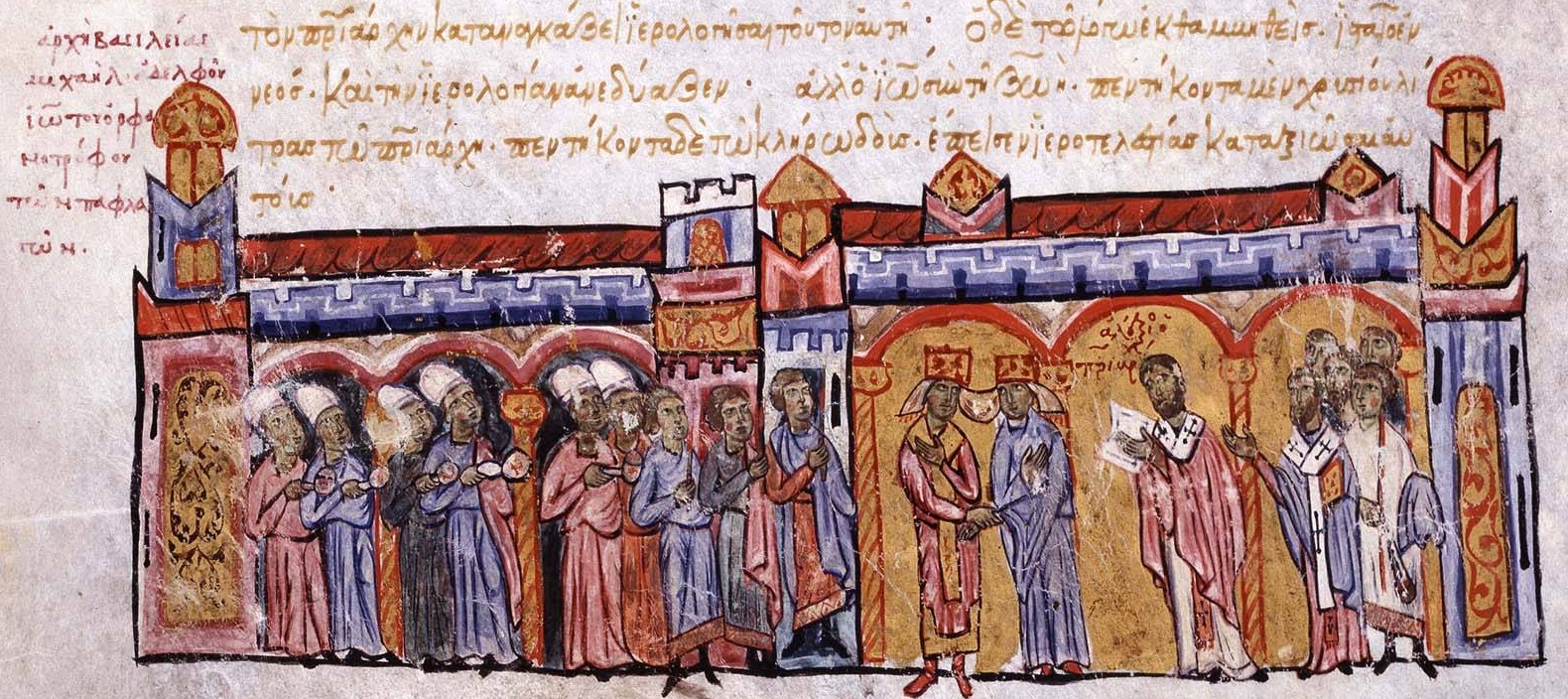
تصویر ازدواج زوئه و مخائیل

زوئه در هنگام ازدواج پنجاه ساله بود ، اما با وجود سن بالا ، او دو بار دیگر به ازدواج ادامه داد.  از قضا ، توانا ترین همسرش كسی بود كه حداقل آمادگی امپراتور بودن را داشته باشد، که میتوان به میخائیل چهارم نام برد.
گفته می شود که او به طرز حیرت انگیزی فوق العاده زیبا و جذاب بود و ، میخائیل باسیلی در قسطنطنیه
(Χρονογραφία) می گوید: "هر قسمت از او جامد و در شرایط خوبی بود".  زوئه از جذابیت خود آگاه بود و سعی کرد تا با تکنیک های نوآورانه و غیرمعمول ، آن را تا زمان ممکن از پیری حفظ کند.  این ملکه با نبوغ معمولی دربار بیزانس ، اتاقهای زیادی از کاخ خود را برای تهیه پمادهای مخفی به آزمایشگاهها تبدیل کرده بود و به لطف اینها ، توانست بیش از شصت سال صورت خود را حتی بدون چروک و لکه حفظ کند‌ به عنوان مثال عکس زوئه همراه کنستانین نهم در کلیسا ایاصوفیا که با هم به عنوان امپراتور تاجگذاری کرده بودند موجود است و در آن زوئه به زنان چهل ساله شباهت دارد.